# Carlo Magri
Carlo Magri (Ravarano, 22 agosto 1940) è un dirigente sportivo italiano, è stato presidente della FIPAV per 22 anni (1995-2017).

## Carriera
Laureato in Economia e Commercio, dal 1977 al 1978 è dirigente della Libertas Parma e dal 1978 al 1993 è stato presidente della società Pallavolo Parma. Con la Pallavolo Parma ha vinto 5 Campionati italiani, 5 Coppe Italia, 2 Coppe Campioni europee, 3 Coppe delle Coppe, 1 Coppa CEV, 1 Supercoppa Europea e 1 Campionato del mondo per club.
Nel 1993 viene eletto Consigliere Federale fino al 1995, anno in cui diventa presidente della FIPAV. Durante il suo lungo impiego ha portato tre volte l'organizzazione del Mondiale in Italia. È rimasto presidente fino al 2017 quando viene eletto al suo posto Pietro Bruno Cattaneo, suo vice per molti anni.